# Santa Luce
Santa Luce és un municipi situat al territori de la província de Pisa, a la regió de la Toscana, (Itàlia).
Santa Luce limita amb els municipis de Casciana Terme, Castellina Marittima, Chianni, Lorenzana, Orciano Pisano i Rosignano Marittimo.